# Zajezdnia Dąbie
Zajezdnia Dąbie we Wrocławiu – zespół obiektów technicznych, służących w latach 1913–2014 za zajezdnię tramwajową nr VI. Od roku 2018 Centrum Kultury Akademickiej i Inicjatyw Lokalnych prowadzone jest przez Stowarzyszenie Tratwa. Współfinansowane ze środków miasta Wrocław.

## Historia
Zajezdnia Dąbie to pierwsza zajezdnia Wrocławia. Tam właśnie znajdowała się zajezdnia pierwszej wrocławskiej trakcji tramwajów konnych. Pierwotnie właścicielem obiektu była Breslauer Strassen-Eisenbahn Gesellschaft (BSEG), a w 1911 przejść w ręce SSB. Rozbudowę zajezdni rozpoczęto w 1912, by uroczyście ją zakończyć 1 maja 1913 r. Powstały wtedy dwie hale, warsztaty, kotłownia, kuźnia i umywalnia. Powstał także budynek administracyjny i mieszkalny w południowej części placu.
W związku z otwarciem Hali Stulecia magistrat postanowił wydłużyć najstarszą linię tramwajową aż do dzielnicy Dąbie. Poza nową trasą w 1913 roku powstała również zajezdnia tramwajowa.
Oprócz żelazobetonu wykorzystano do jej budowy nieotynkowaną cegłę. Nawiązywało to do zabudowań dzielnicy Dąbie, która uchodziła za prestiżową, cichą i bogatą w wyjątkowe walory architektoniczne.
Wybudowano dwie siedmiotorowe, nieprzelotowe hale tramwajowe połączone budynkiem warsztatowym. Obok zajezdni, tuż przy ulicy Zygmunta Olszewskiego postawiono budynki administracyjny i mieszkalny. Na jednej ze ścian obiektu znajduje się płaskorzeźba z herbem Wrocławia oraz łukiem elektrycznym.
W latach 1934–1935 na terenie zajezdni wzniesiono stację trafo. W 1939 roku obiekt przejęła BVB. Zajezdnia działała do końca FB i nie ucierpiała podczas działań wojennych z racji swojego położenia. Po wojnie ruszyła pełną parą w dniu 22 sierpnia 1945 roku.

## Pożegnanie zajezdni
W nocy z 4 na 5 kwietnia 2014 roku odbyło się pożegnanie zajezdni numer VI. Na terenie zakładu zebrali się pracownicy i grupa miłośników, aby móc zobaczyć ostatni zjazdowy tramwaj. 21 minut po północy ostatnia 10, z pomocą manewrowego, ustawiła się pod halą, obok trzech wozów zabytkowych, także oczekujących na ten moment. Po zakończeniu manewrów wykonano zdjęcia grupowe i po około 30 minutach wszystkie 4 tramwaje, jeden po drugim, opuściły teren zakładu. Następnie brama została zamknięta.
Stacjonowały tutaj wozy 105Na i zmodernizowane 105NaWr.

## Nowa przestrzeń artystyczna
W 2015 roku ruszył konkurs na zaprojektowanie nieczynnej zajezdni. Wygrał projekt stowarzyszenia Tratwa. Twórcy koncepcji chcą doprowadzić do integracji środowisk studenckich, naukowych, przedstawicieli biznesu, mieszkańców Wrocławia na płaszczyźnie pokoleniowej, religijnej, kulturowej, rasowej, ekonomicznej, językowej, nauki i biznesu. 
Po przystosowaniu do nowej funkcji w jednej hali, na piętrze i na parterze powstały sale prób, w drugiej – jednoprzestrzenna, duża sala wielofunkcyjna, gdzie można organizować np. targi, koncerty, konferencje. Powstanie też hostel, a w kolejnym budynku przestrzeń na zajęcia warsztatowe. Funkcjonuje tam także nowa wrocławska firma Wolne Meble, która zajmuje się produkcją designerskich drewnianych mebli w połączeniu z metalem. W planach jest by przed zajezdnią powstał duży ogród i plac zabaw dla dzieci.